# José Cochrane de Alencar
José Cochrane de Alencar OBE (* 19. November 1898 in Berlin; † 10. September 1971 in Lissabon) war ein brasilianischer Diplomat.

## Leben
José Cochrane de Alencar war ein Sohn von Augusto Cochrane de Alencar. Er erwarb den Bachelor of Laws der Universität London. Er trat 1923 in den auswärtigen Dienst des Itamaraty. Von 1924 bis 1928 war er Gesandtschaftssekretär in Oslo, wo er 1927 Geschäftsträger war. Von 1929 bis 1931 war er Gesandtschaftssekretär in Prag, wo er 1929 Geschäftsträger war. Von 1931 bis 1933 war er Gesandtschaftssekretär in Ankara. Von 1933 bis 1936 war er Gesandtschaftssekretär in Bogotá, wo er von 6. Dezember 1935 bis 18. September 1936 Geschäftsträger war. Von 1937 bis 1944 war er in London, wo er 1938 zum Gesandtschaftssekretär Erster Klasse befördert wurde. Im September 1941 und 1943 war er Beobachter des Inter-Allied Committee on Post-War Requirements (Frederick Leith-Ross Committee).
1944 war er geschäftsführender Delegierter beim europäischen Rat der United Nations Relief and Rehabilitation Administration. Von 25. April 1945 bis zum 26. Juni 1945 war er Delegierter auf der Konferenz von San Francisco. 1946 war er Generalkonsul in San Francisco. Von 1948 bis 8. Oktober 1949 war er Geschäftsträger in Neu-Delhi. Von 20. Dezember 1949 bis 29. März 1954 war er außerordentlicher Gesandter und Ministre plénipotentiaire in Canberra. Von 16. März 1955 bis 24. September 1956 war er Botschafter in Karatschi. Von 2. Oktober 1956 bis 12. September 1961 war er Botschafter in Neu-Delhi. Am 17. September 1961 wurde er zum Botschafter in London ernannt, wo er vom 27. Oktober 1961 bis 18. November 1963 Ambassador to the Court of St James’s war.
Cochrane war von 1933 bis 1964 mit Gertrude von Schwarzenfeld (eigentlich Gertrude Schreitter von Schwarzenfeld, * 1906), einer Enkelin von Adolf Schram, verheiratet.